# 엘젬 원형경기장

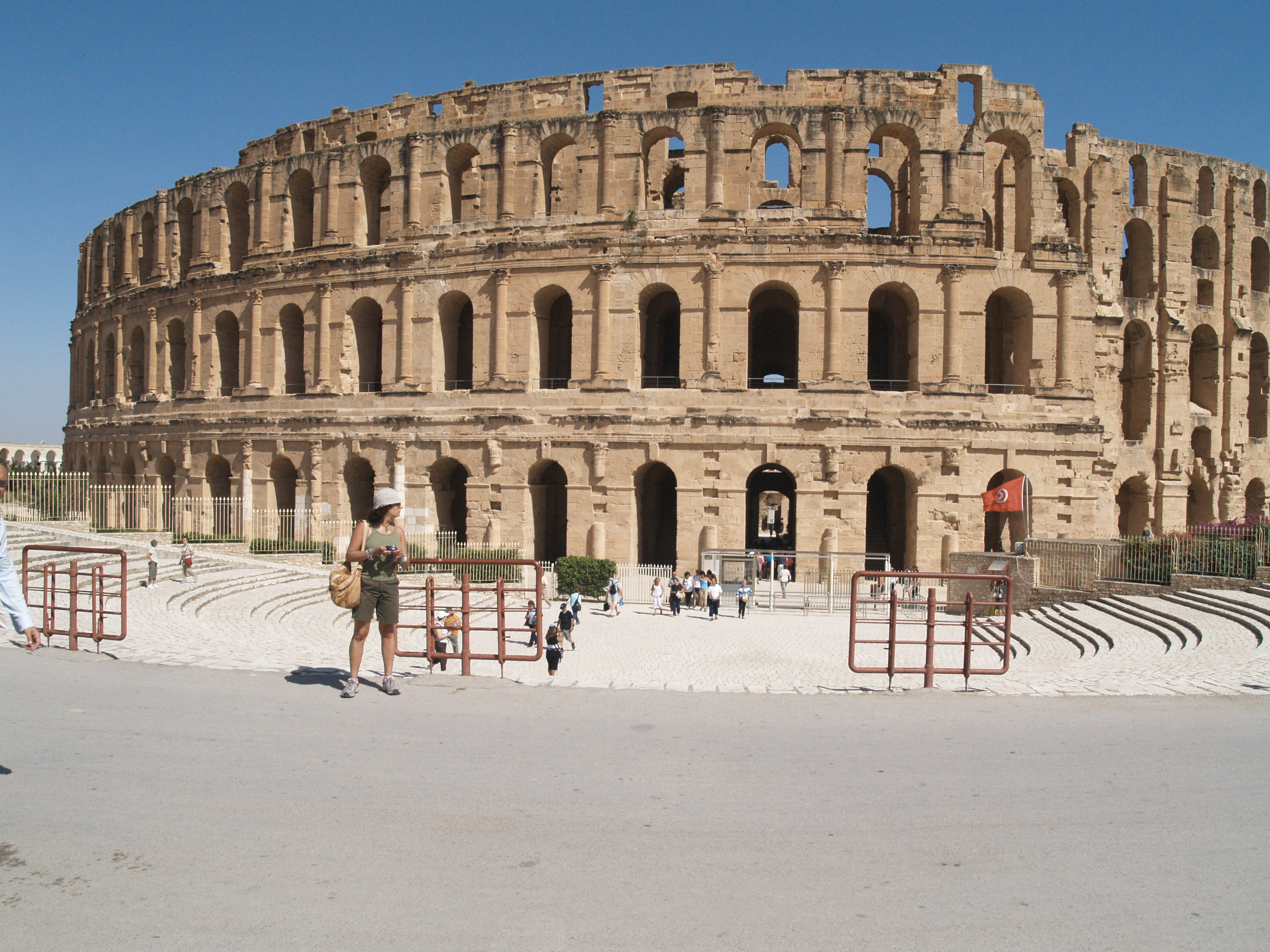
엘젬 원형경기장

엘젬 원형경기장(아랍어: قصر الجم) 혹은 티스드루스 콜로세움은 튀니지 엘젬 시에 위치한 타원 모양의 원형경기장이다. 1979년 유네스코 세계 유산에 등재되었다.

## 역사
엘젬 원형경기장은 지금의 튀니지 일대가 로마 제국의 아프리카 속주로 편입되던 서기 238년경 티스드루스 (현 엘젬)에 세워진 것이다. 전세계에 남아있는 로마 유적 중에서도 가장 잘 보존된 것으로, 특히 아프리카 내에서는 단연 독보적이다. 로마 제국의 원형경기장이 다 그렇듯, 엘젬 원형경기장도 관람 경기를 위해 지어졌으며 세계에서 제일 큰 원형경기장 중 하나다. 수용인원은 35,000명으로 추정되며 긴축과 짧은축의 길이는 각각 148m와 122m에 달한다. 평지 위에 돌을 깎아 만든 블럭을 쌓아올려 만들었으며 그 당시의 모습이 유난히 잘 보존되어 있다.
지금 남아있는 엘젬 원형경기장은 똑같은 자리에 지어진 세번째 경기장으로, 지방총독 고르디아누스 (훗날 황제 고르디아누스 3세)가 지었다는 설이 확실하다. 중세에는 요새로 쓰였으며 430년에 반달 족, 647년 아랍인이 침공해 들어왔을 때에는 지역 주민들의 대피처로 쓰였다. 1696년 튀니지 혁명 기간에는 무함마드 베 알무라디가 자신의 형제 알리 베 알무라디가 경기장 내에 머물며 저항하자 경기장 벽을 뚫고 들어오기도 했다. 18세기 말과 19세기에는 초석을 만드는 공방으로 사용된 것으로 보인다. 1850년경에는 아흐메드 1세 이븐 무스타파의 명으로 더욱 파괴되어 벽에 난 구멍이 거의 30m까지 벌어지게 되었다. 19세기 후반에는 경기장 잔해를 지지대 삼아 가게나 집, 곡물창고 등으로 쓰이기도 했다. 이후에는 《라이프 오브 브라이언》이나 《글래디에이터》 등의 영화에서 배경으로 쓰이기도 했다.

## 갤러리

안에서 본 원형경기장
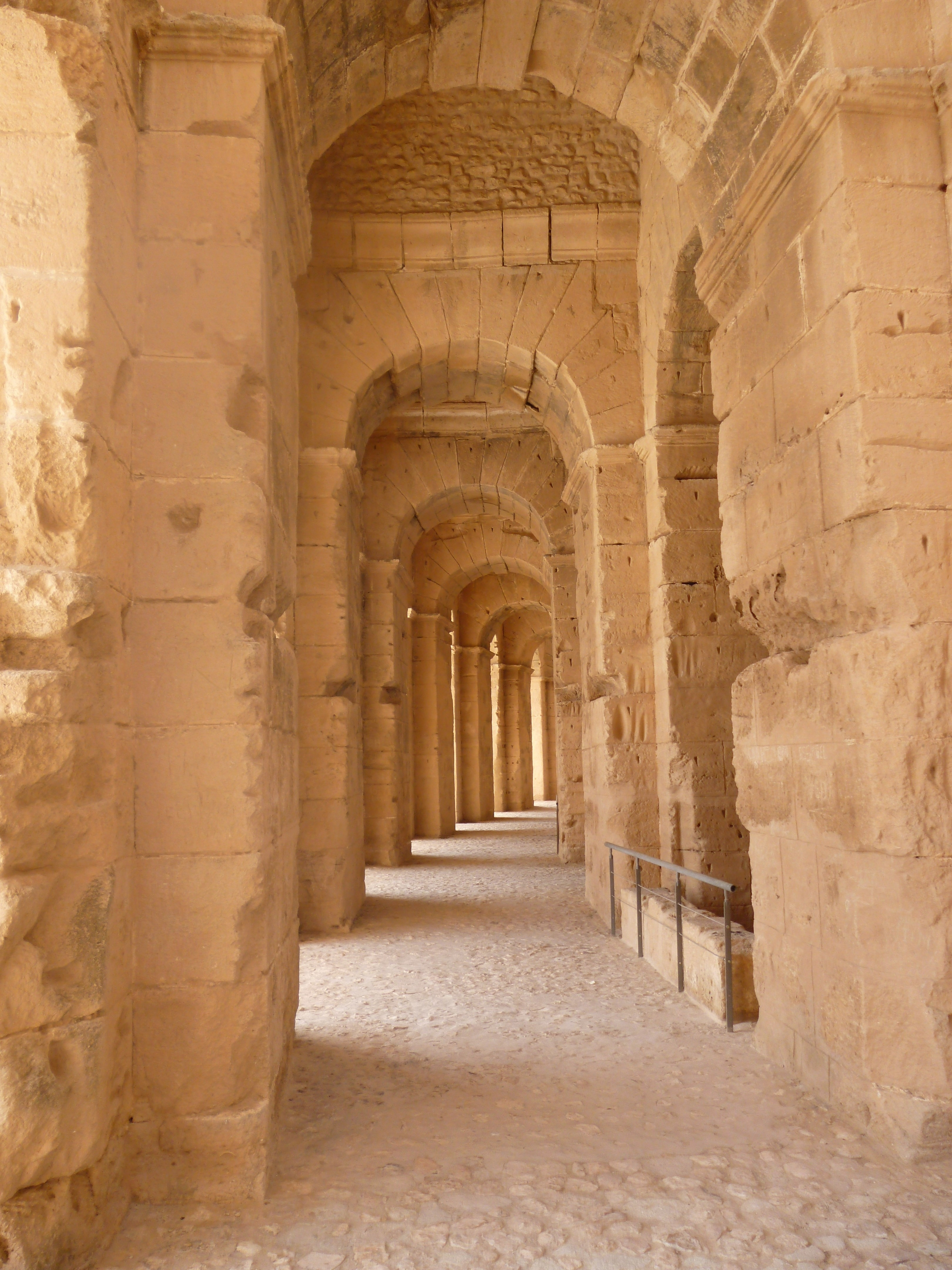
원형경기장의 통로
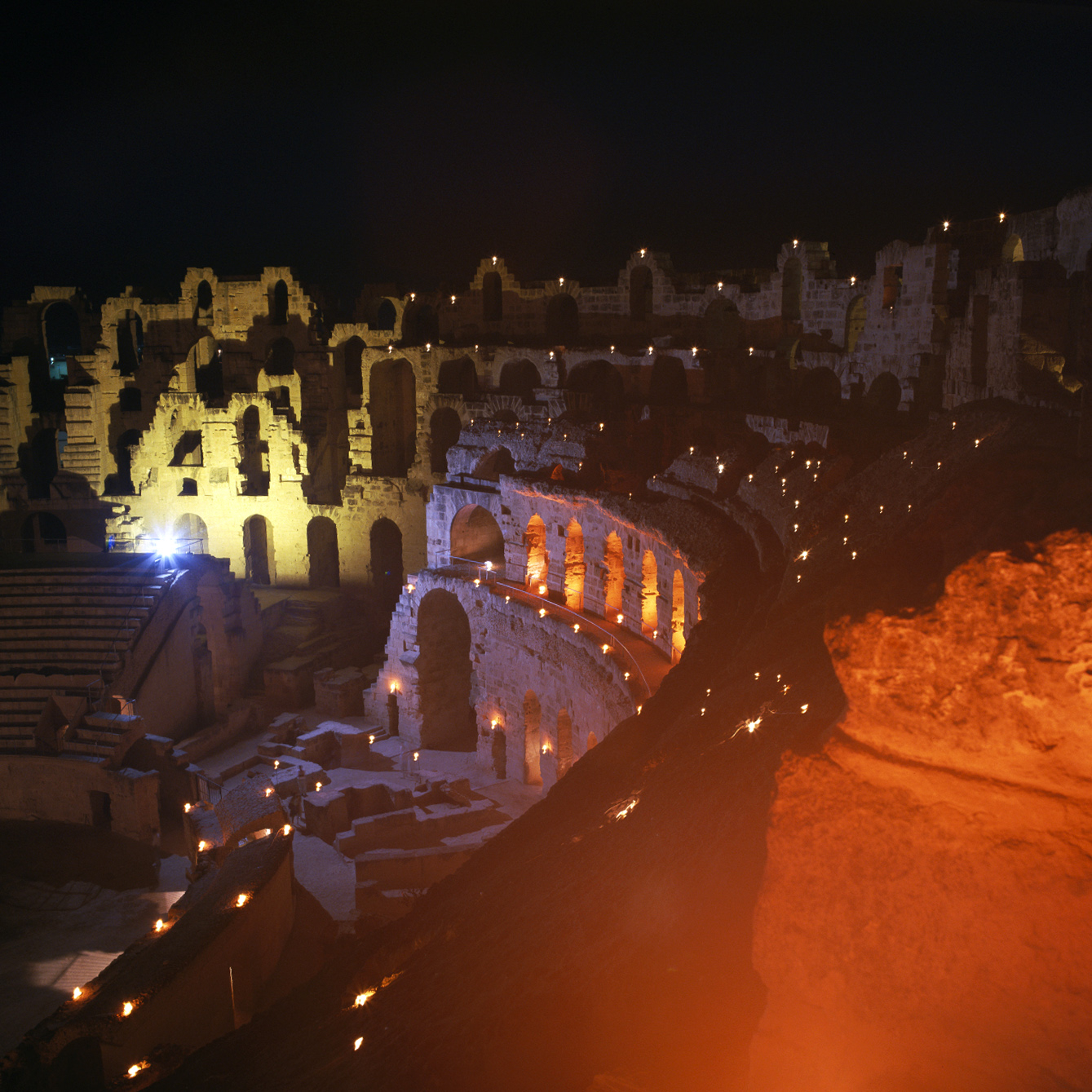
야경